# Sus oliveri
A Sus oliveri az emlősök (Mammalia) osztályának párosujjú patások (Artiodactyla) rendjébe, ezen belül a disznófélék (Suidae) családjába és a Suinae alcsaládjába tartozó faj.

## Előfordulása
A Sus oliveri a Fülöp-szigetekhez tartozó Mindoro sziget endemikus disznófaja.
A Természetvédelmi Világszövetség (IUCN) veszélyeztetett fajként tartja számon ezt az állatot, mivel nagy mértékű a vadászata, és mára igen megritkult.

## Rendszertani besorolása
Korábban úgy vélték, hogy a fülöp-szigeteki disznó (Sus philippensis) alfaja, azonban az újabb alaktani és genetikai vizsgálatok azt mutatták, hogy a Sus oliveri valójában egészen más fajt alkot.

### Fordítás
- Ez a szócikk részben vagy egészben  az   Oliver's warty pig című angol Wikipédia-szócikk ezen változatának fordításán alapul.  Az eredeti cikk szerkesztőit annak laptörténete sorolja fel. Ez a jelzés csupán a megfogalmazás eredetét és a szerzői jogokat jelzi, nem szolgál a cikkben szereplő információk forrásmegjelöléseként.